# Marc Guggenheim
Marc Guggenheim (Long Island, 24 de septiembre de 1970) es un guionista, productor de televisión, escritor de historietas y novelista estadounidense. Es más conocido como el creador de la serie de televisión Eli Stone (2008-2009) para ABC, Arrow (2012-2020) y Legends of Tomorrow (2016-2022) para The C.W., productor ejecutivo de la serie animada Tales of Arcadia (2016-2021), así como el escritor de los largometrajes Warner Bros.: Green Lantern (2011), y 20th Century Foxes: Percy Jackson: Sea of Monsters (2013).

## Primeros años de vida
Marc Guggenheim nació y se crio en una familia Judía en Long Island, Nueva York en el 24 de septiembre de 1970. [cita requerida] Asistió a la Universidad de Albany, En el Estado de Nueva York. Sus hermanos también son guionistas Eric Guggenheim y David Guggenheim.

## Carrera
Guggenheim trabajó en Boston, Massachusetts, en Los Estados Unidos como abogado en Hutchins Wheeler & Dittmar, y escritor a tiempo parcial durante cinco años.

### Televisión
Después de que un guion de comedia romántica condujo a algunas reuniones con productores, se mudó a California para seguir una carrera como guionista. Su primer trabajo producido fue un guion para The Practice. Finalmente se desempeñaría como productor en los programas "Law & Order", "Jack & Bobby", "CSI: Miami" e "In Justice".
Con Greg Berlanti, Guggenheim es cocreador del programa de ABC Eli Stone. Más tarde se convirtió en productor ejecutivo de No Ordinary Family de ABC. Guggenheim, junto con Greg Berlanti y Andrew Kreisberg, adaptó los cómics de Green Arrow a la serie de televisión Arrow. Los tres, junto con Phil Klemmer, desarrollaron la serie derivada Legends of Tomorrow. Guggenheim fue coproductor ejecutivo de Arrow durante todas las temporadas (excepto la temporada 7) y de Legends of Tomorrow durante sus primeras cuatro temporadas. Desde el otoño de 2018, renunció como productor ejecutivo tanto de Legends y Arrow y se desempeñó como consultor ejecutivo del programa. Sin embargo, regresó brevemente para el crossover "Crisis on Infinite Earths".
Junto con Guillermo del Toro, coescribió tanto el piloto como varios otros episodios de la galardonada serie animada Tales of Arcadia. Tales of Arcadia es una franquicia original de Netflix creada por Netflix para DreamWorks Animation. Marc Guggenheim ganó un Emmy por "Escritura sobresaliente" para una serie animada. además de estar nominado para varios otros. Permaneció como productor ejecutivo de las tres entregas de la serie, Trollhunters, 3Below y Wizards: Tales of Arcadia.
En octubre de 2020, se anunció que Guggenheim escribiría una serie basada en personaje de DC Comics Green Lantern junto con Seth Grahame-Smith, quien dirigía la serie, para HBO Max en 2021. Sin embargo, en octubre de 2022 tanto Grahame-Smith como Guggenheim confirmaron que han dejado el proyecto

### Libros de historietas
En 1990, se desempeñó brevemente como pasante en Marvel con el editor Terry Kavanagh, además de su trabajo con Kavanagh durante su pasantía, también fue el colorista detrás de una historia de ocho páginas de Iceman / Human Torch. Sus experiencias como escritor también incluyen los cómics Aquaman para DC Comics, Wolverine y The Punisher para Marvel y Perfect Dark Zero para Rare Game. Colaboró con el artista Howard Chakyin en "Blade" durante doce números.
En 2006, Guggenheim se hizo cargo de la redacción de The Flash. La carrera de Guggenheim concluyó con la muerte del cuarto Flash, Bart Allen.
En 2007, Guggenheim se convirtió en uno del equipo rotativo de escritores de The Amazing Spider-Man. Su primera historia apareció en Amazing Spider-Man #549. También lanzó un cómic propiedad del creador, Resurrection, para Oni Press.
Escribió el cómic Young X-Men para Marvel, que se lanzó en abril de 2008, y en 2008 estaba trabajando en un cómic con Hugh Jackman y Virgin Comics, Nowhere Man, y en Super Zombies para Dynamite Entertainment y Esteban Rey.
Escribió el guion del videojuego de 2009 X-Men Origins: Wolverine, desarrollado por Raven Software, un videojuego basado en la película del mismo nombre.
Guggenheim tenía la intención de hacerse cargo de Action Comics después de la serie limitada War of the Superman, pero fue reemplazado por Paul Cornell. En cambio, Guggenheim trabajó en Justice Society of America.

## Vida personal
Marc Guggenheim está casado con la también escritora y productora Tara Butters trabajo anterior incluye proyectos como Agent Carter de Marvel, Resurrection y Dollhouse de ABC.

## Filmografía
| Año       | Título                             | acreditado como | acreditado como | acreditado como     | notas                                                                         |
| Año       | Título                             | Escritor        | Productor       | Productor ejecutivo | notas                                                                         |
| --------- | ---------------------------------- | --------------- | --------------- | ------------------- | ----------------------------------------------------------------------------- |
| 2001      | La práctica                        | Sí              |                 |                     | Escritor (1 episodio), escritor del personal                                  |
| 2003      | Rastra                             | Sí              |                 |                     | Escritor (1 episodio)                                                         |
| 2001-2004 | Ley y Orden                        | Sí              | Sí              |                     | Escritor (8 episodios), editor ejecutivo de historias; coproductor, productor |
| 2004-2005 | jack y bobby                       | Sí              | Sí              |                     | Escritor (4 episodios); productor supervisor                                  |
| 2005      | CSI: Miami                         | Sí              |                 |                     | Escritor (3 episodios); productor supervisor                                  |
| 2006      | In Justice                         | Sí              |                 |                     | Escritor (1 episodio); productor supervisor                                   |
| 2006-2007 | Hermanos hermanas                  | Sí              |                 |                     | Escritor (2 episodios); productor consultor                                   |
| 2008-2009 | eli piedra                         | Sí              |                 | Sí                  | cocreador; escritor (5 episodios)                                             |
| 2009-2010 | FlashAdelante                      | Sí              |                 | Sí                  | Escritor (4 episodios)                                                        |
| 2010-2011 | No es una familia ordinaria        | Sí              | Sí              |                     | Escritor (3 episodios); productor consultor                                   |
| 2012-2020 | Arrow                              | Sí              | Sí              | Sí                  | co-desarrollador; escritor (28 episodios); productor consultor (30 episodios) |
| 2015-2016 | Vixen                              | Sí              |                 | Sí                  | co-desarrollador; escritor (1 episodio)                                       |
| 2016-2020 | Leyendas del mañana                | Sí              | Sí              | Sí                  | co-desarrollador; escritor; productor consultor                               |
| 2016-2018 | Cazatroles: Cuentos de Arcadia     | Sí              |                 | Sí                  | Productor ejecutivo; escritor                                                 |
| 2018-2019 | Los 3 de abajo: Cuentos de Arcadia | Sí              |                 | Sí                  | Productor ejecutivo; escritor (2 episodios)                                   |
| 2019      | fila de carnaval                   | Sí              |                 | Sí                  | Productor ejecutivo; escritor (1 episodio)                                    |
| 2019      | superchica                         | Sí              |                 | Sí                  | Productor ejecutivo; escritor                                                 |
| 2020      | Magos: Cuentos de Arcadia          | Sí              |                 | Sí                  | Productor ejecutivo; escritor (2 episodios)                                   |

| Año  | Título                          | Crédito                           | notas                                                |
| ---- | ------------------------------- | --------------------------------- | ---------------------------------------------------- |
| 2011 | Linterna Verde                  | Historia de pantalla de, guion de | Con Greg Berlanti y Michael Green y Michael Goldberg |
| 2013 | Percy Jackson: Mar de Monstruos | Guion por                         | Basado en la novela de Rick Riordan                  |

| Año  | Título                  | Crédito     | notas                                         |
| ---- | ----------------------- | ----------- | --------------------------------------------- |
| 2005 | Cero oscuro perfecto    | Escritor    | con dale murchie                              |
| 2006 | Call of Duty 3          | Escritor    | Con Richard Farrelly y Adam Gascoine          |
| 2009 | Únete al mosaico        | Escritor    |                                               |
| 2009 | X-Men Orígenes: Lobezno | Escritor    | Basado en la película dirigida por Gavin Hood |
| 2010 | Singularidad            | Escrito por | Con Lindsey Allen y Emily Silver              |

### Novelas
- Supervisión (2014)
- Arrow: Fatal Legacies (2018) en coautoría con James R. Tuck[19]

### Historietas

#### DC comics
- Confidencial de Batman n. ° 50–54 (2011)
- Flecha Edición especial n. ° 1 (2012)
- Flecha n. ° 1 a 12 (2012 a 2013)
- aventuras de superman vol. 2 n. ° 8 (2013)
- Legends of the Dark Knight 100-Page Super Spectacular #4 (2014)
- Flecha: Temporada 2.5 # 1–12 (2014–2015)
- Flash: Season Zero #5 (trama) (2015)
- El amor es amor OGN (Batman) (2016)
- Crisis on Infinite Earths Giant # 1-2 (con Marv Wolfman ) (2019-2020)
- Titanes Gigante # 1 (2020)
- Batman: Gotham Nights #11, 18, 20 (digital) (2020)

#### Comics Marvel
- Punisher : El juicio del Castigador # 1–2 (2013)
- X-Men vol 4 # 18-22 (2014)
  - recopilado en: X-Men Volumen 4: Exógeno (tpb, 112 páginas, 2015)
- Daredevil vol. 4 #15.1 (2015)
- Marvel Point One n.° 1 (SHIELD) (2015) totalmente nuevo y totalmente diferente
- Escuadrón Siniestro # 1-4 (2015)
  - recogido en: Escuadrón Siniestro (tpb, 141 páginas, 2015):
- Agenda X-Tinction n. ° 1–4 (2015)
  - recogidos en X-Tinction Agenda: Warzones! (tpb, 112 páginas, 2016)
- El acusado #1 (2016)
- Agentes de SHIELD n.° 1–10 (2016)
- X-Men Prime #1 (2017)
- X-Men Gold # 1–36, Anual # 1 (2017–2018)
- Star Wars: Era de la Rebelión Especial n.° 1 (2019)

#### Prensa Oni
- Largueros n.º 1 a 5 (2015)
  - recopilado en: Stringers Volumen 1 (tpb, 141 páginas, 2016)

#### Cómics legendarios
- Las aventuras infinitas de Jonas Quantum # 1–6 (2015–2016)